# Сюйська
Сюйська (рос. Сюйська) — присілок у Маловішерському районі Новгородської області Російської Федерації.
Населення становить 29 осіб. Належить до муніципального утворення Бургинське сільське поселення.

## Історія
До 1927 року населений пункт перебував у складі Новгородської губернії. У 1927-1944 роках перебував у складі Ленінградської області.
Орган місцевого самоврядування від 2010 року — Бургинське сільське поселення.

## Населення
| 2010 | 2011 |
| ---- | ---- |
| 19   | ↗29  |